# Conotocaurius

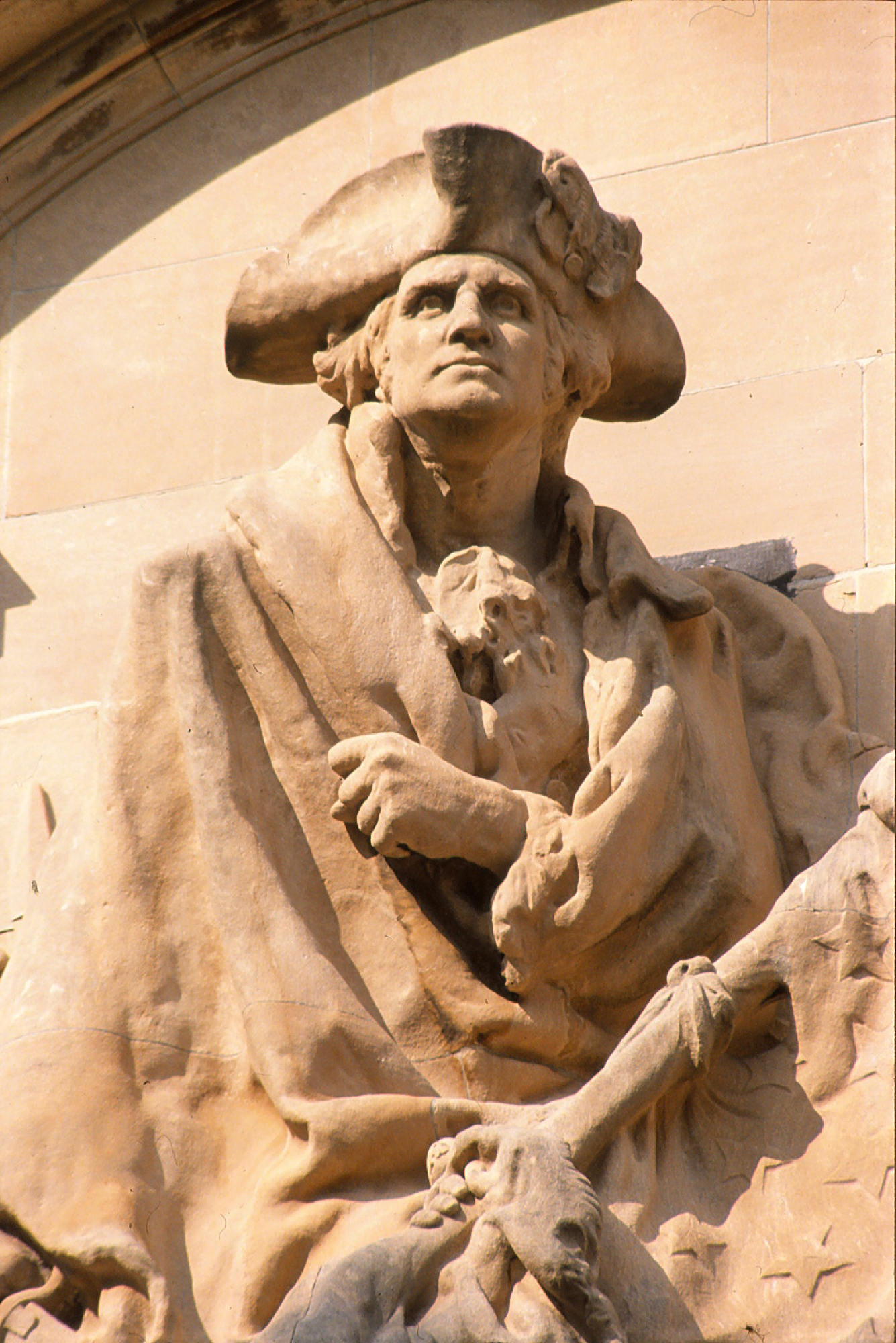
Il "Conotocaurius", George Washington

Conotocaurius (lett. "Distruttore di città", in Seneca: Hanödaga꞉nyas) era il soprannome dato a George Washington dagli Irochesi nel 1753. Il nome nelle sue lingue originali era dato in vari modi come "Conotocarius", "Conotocaurious", "Caunotaucarius", "Conotocarious", "Hanodaganears" e "Hanadahguyus". Venne variamente tradotto come "Colui che prende le città", "Bruciatore di città", "Divoratore di villaggi" o "egli distrugge le città".

## Storia
Washington venne soprannominato "Distruttore di città" nel 1753 dal capo tribù dei Seneca Tanacharison, mutuando l'espressione da quella data al bisnonno John Washington alla fine del XVII secolo, che aveva partecipato ad un'estesa operazione militare per sopprimere i popoli indigeni che si difendevano in Virginia e nel Maryland. Coinvolse sia i Susquehannah che i Piscataway, una tribù algonchina che viveva dall'altra parte del fiume Potomac da Mount Vernon. In seguito al massacro di cinque capi che si erano avventurati nel campo dei colonizzatori per negoziare sotto una bandiera di tregua, i Susquehannah diedero a John Washington un nome algonchino che si traduceva in "occupante di città" o "divoratore di villaggi". La reputazione dell'anziano Washington fu ricordata quando i Seneca incontrarono il suo pronipote nel 1753, che chiamarono per l'omologo termine "Conotocarious".
Washington stesso si denominò "Conotocaurious" in una lettera che inviò a Andrew Montour il 10 ottobre 1755, in cui riferiva i suoi tentativi di manipolare gli Oneida per reinsediarsi sul Potomac:
Nel 1779, durante la guerra di rivoluzione americana, la spedizione Sullivan, sotto gli ordini di Washington, distrusse circa 40 villaggi nel territorio di New York. Nel 1790, il capo dei Seneca Cornplanter disse all'ormai presidente Washington: "Quando il tuo esercito è entrato nel paese delle Sei Nazioni, ti abbiamo chiamato Distruttore di città."